# Two of a Kind (1951)
Two of a Kind is een Amerikaanse film noir in zwart-wit uit 1951 onder regie van Henry Levin. De film werd destijds niet uitgebracht in Nederland.

## Verhaal
Vincent Mailer is juridisch adviseur van de rijke William McIntyre, wiens zoon ooit op driejarige leeftijd onder mysterieuze omstandigheden is verdwenen. Samen met Brandy Kirby, een bekende van de familie, verzint hij een list om een man zich te laten voordoen als McIntyre's zoon, met de hoop dat ze zo de familiefortuin zullen erven. De keuze valt op een man met soortgelijk profiel als het kind, Michael Farrell. Kirby stoomt de man klaar voor het bedrog en wordt tijdens dit proces verliefd op hem. 
Kathy, de jonge dochter van de familie, heeft onmiddellijk door dat Farrell enkel slechte bedoelingen heeft, maar ze voelt zich aangetrokken tot slechte mannen en neemt hem zodoende onder haar hoede. Op een gegeven moment zijn Farrell, Kirby en Mailer onder de veronderstelling dat ze McIntyre hebben overtuigd. McIntyre kondigt echter aan dat hij Farrell onder geen enkel geding zal noemen in zijn erfenis. Hierop besluiten Mailer en Kirby de oude man om het leven te brengen. Farrell heeft inmiddels veel sympathie ontwikkeld voor de familie en probeert de moordpoging te stoppen, met als gevolg dat hij zelf bijna wordt vermoord.
Uiteindelijk onthult McIntyre dat hij vanaf het begin al wist van Farrells bedrog, maar hield zich gedeisd omdat zijn (stervende) vrouw zo gelukkig is eindelijk te zijn herenigd met haar 'zoon'. Hij biedt Farrell een deal: McIntyre zal hem niet aanklagen op voorwaarde dat hij tot aan het overlijden van zijn vrouw zich zal blijven voordoen als haar zoon. Farrell stemt daarop toe.

## Rolverdeling
| Acteur           | Personage               |
| ---------------- | ----------------------- |
| Edmond O'Brien   | Michael 'Lefty' Farrell |
| Lizabeth Scott   | Brandy Kirby            |
| Terry Moore      | Kathy McIntyre          |
| Alexander Knox   | Vincent Mailer          |
| Griff Barnett    | William McIntyre        |
| Robert Anderson  | Todd                    |
| Virginia Brissac | Maida McIntyre          |